# Paralomis multispina
Paralomis multispina är en kräftdjursart som först beskrevs av James Everard Benedict 1895.  Paralomis multispina ingår i släktet Paralomis och familjen trollkrabbor. Inga underarter finns listade i Catalogue of Life.